# Tanjung Aur Seberang
Tanjung Aur Seberang is een bestuurslaag in het regentschap Tebo van de provincie Jambi, Indonesië. Tanjung Aur Seberang telt 634 inwoners (volkstelling 2010).